# Leeds Rhinos
I Leeds Rhinos sono una squadra di rugby a 13 britannica di Leeds. I loro rivali storici sono i Bradford Bulls.

## Storia
La Rugby Union Club, Leeds St John's fu costituita nel 1870 come una squadra di rugby XV (Rugby Union); tuttavia nel 1895, quando molte squadre si convertirono al rugby XIII (Rugby League), anche il club lo fece. Ha poi mantenuto il nome Leeds RLFC fino al 1995, quando è stato cambiato in Leeds Rhinos: ciò è stato fatto con l'inizio della Super League, come hanno fatto molti altri club. I Rhinos hanno vinto la Super League nel 2004, 2007 e 2008.

## Stadio
I Leeds Rhinos giocano le partite casalinghe al Carnegie Headingley Stadium, che viene utilizzato sia per il rugby che per il calcio. È situato nel distretto Headingley della città ed ha una capacità di 22.500 spettatori.

## Mascotte
La mascotte del club è Ronnie Rhino, che è stato introdotto quando il club ha cambiato nome. Oltre alle apparizioni allo stadio durante le partite, Ronnie compie campagne di informazione nelle scuole di Leeds per promuovere lo sport.